# باري هينسون
باري هينسون (بالإنجليزية: Barry Hinson)‏ هو مدرب كرة سلة أمريكي، ولد في 12 مايو 1961 في مارلو في الولايات المتحدة.